# Torii Kiyomitsu I.

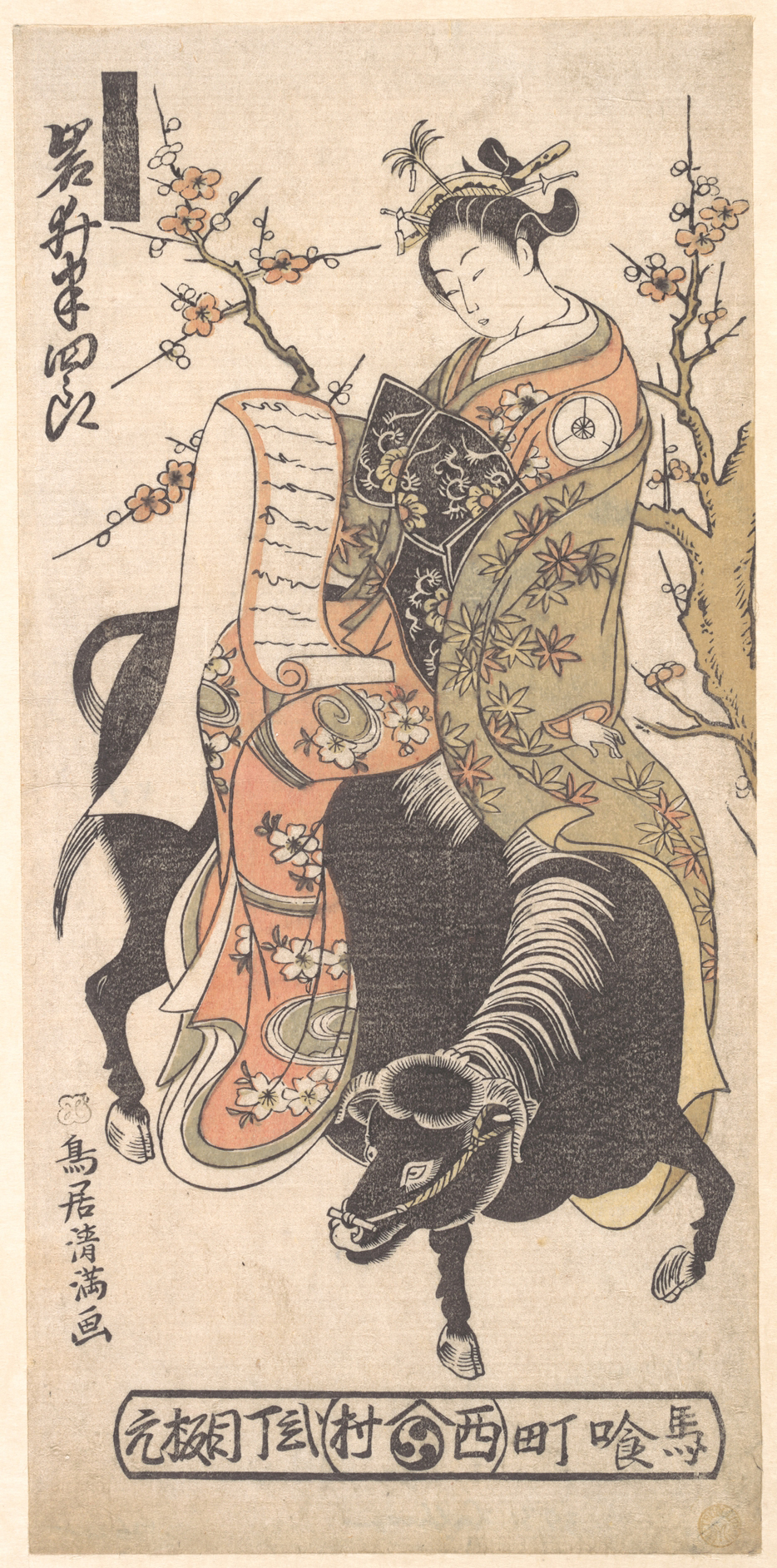
Iwai Hanshirō

Torii Kiyomitsu I. (japanisch 鳥居 清満 (１代目); geboren 1735 in Edo; gestorben 11. Mai 1785 ebenda) war ein japanischer Maler im Stil des Ukiyo-e.

## Leben und Wirken
Torii Kiyomitsu war das dritte Oberhaupt der Familie Torii und der erste von mehreren Kiyomitsu. Er war der zweite Sohn, allgemein bekannt als Kamejirō (亀次郎), von Torii Kiyomasu und studierte die Herstellung von Ukiyo-e unter Anleitung seines Vaters.
Kiyomitsu verfertigte Farbholzschnitte von Kabuki-Schauspielern und schuf Banzuke-e (番付絵), also Plakate für die Kabuki-Theater in Edo. Er zeichnete auch viele Illustrationen, Schauspieler im Hosomaki-Format und Kusazōshi.
Die meisten Einblatt-Drucke Kiyomitsus erschienen zwischen 1740 und 1765. Obwohl sein Malstil dem Stil der Torii-Schule entspricht, fehlte ihm jedoch etwas die Ausstrahlung von Kraft und Vitalität. Als ab 1768 Ippitsusai Bunchō (aktiv zwischen 1765 und 1792) oder Katsukawa Shunshō (1726–1793) mit ihren Porträts von Schauspielern auftraten, geriet er in den Hintergrund. Gegen Ende dieser Periode begann er mit Mehrfarbendrucken zu experimentieren, ein Verfahren, das dann von Suzuki Harunobu (1725–1770) vollendet wurde. Er bildete hervorragende Schüler aus, wie Torii Kiyonaga und Torii Kiyotsune (鳥居 清経).

## Bilder

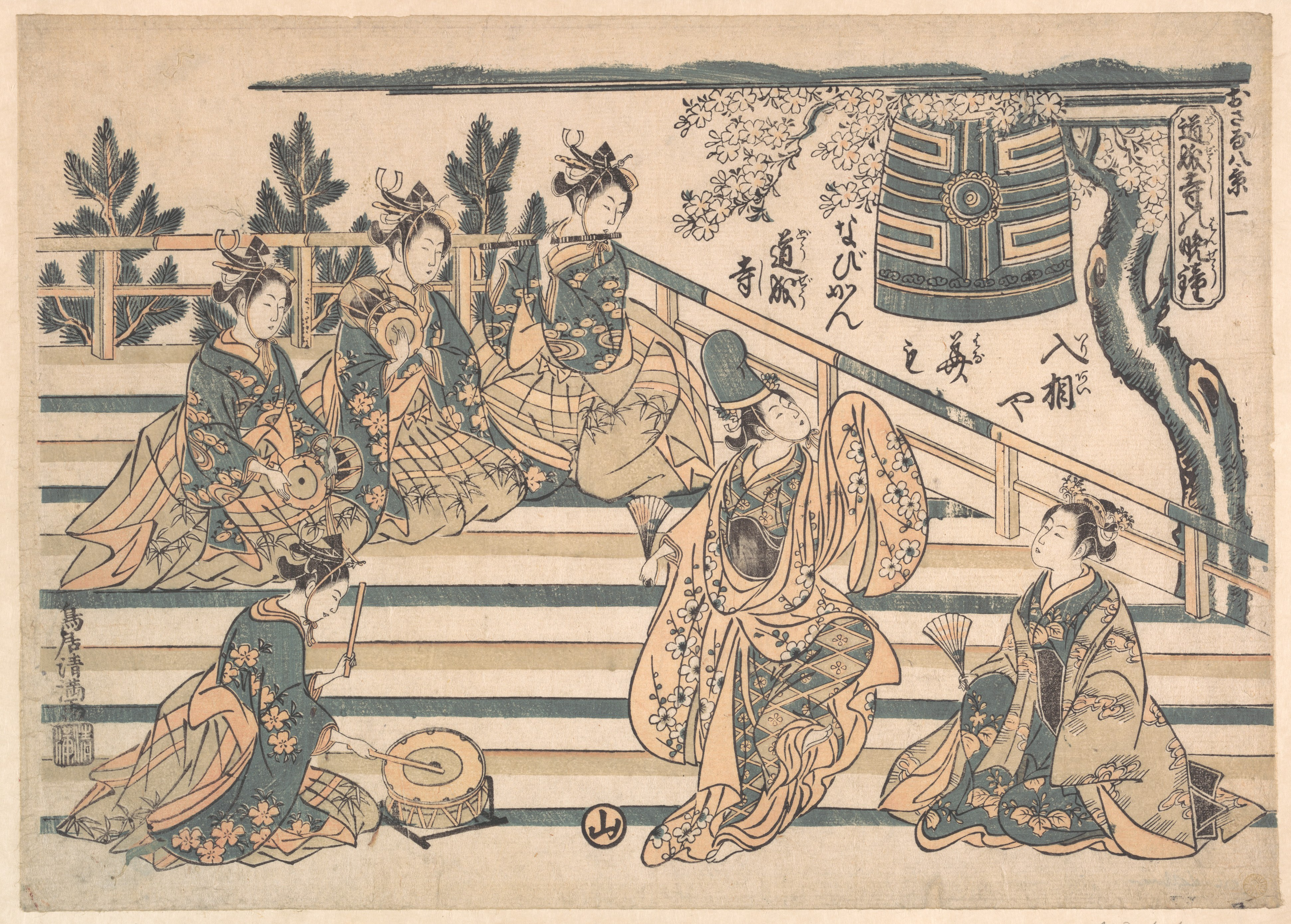
Tanz an einem Tempel
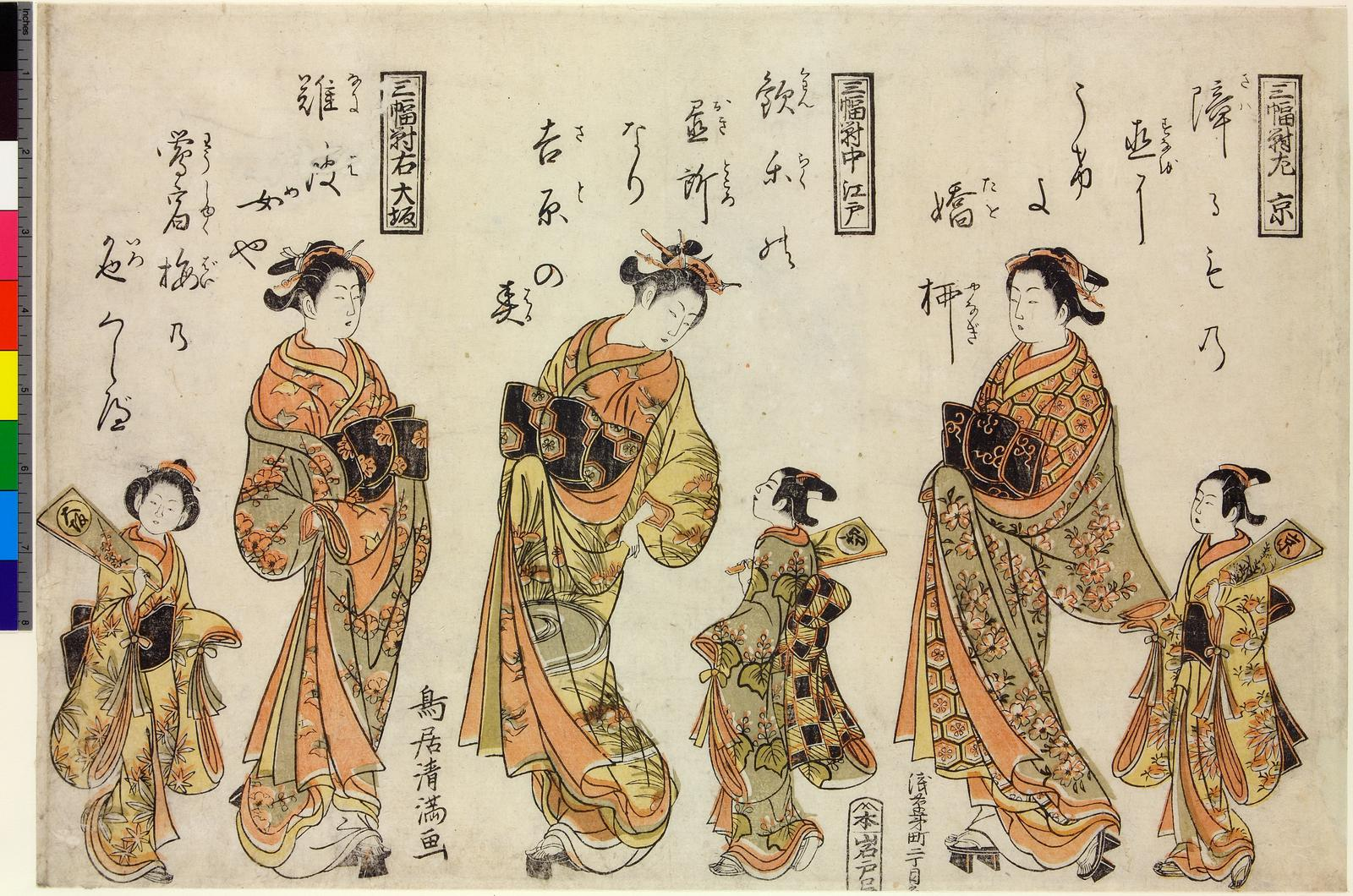
Kurtesanen aus Kyōto, Edo, Ōsaka
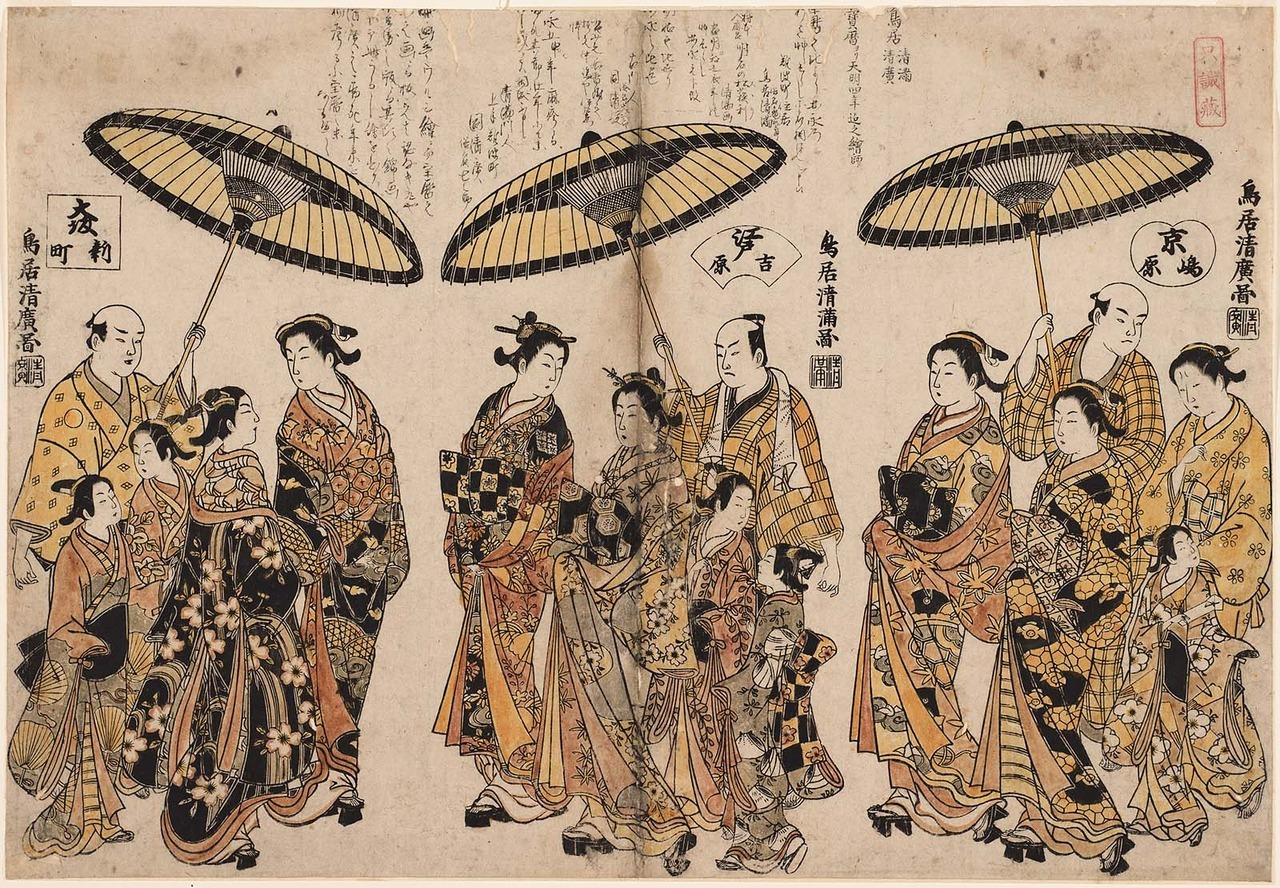
Fünfergruppen aus Kyōto, Edo, Ōsaka